# Logan Rock

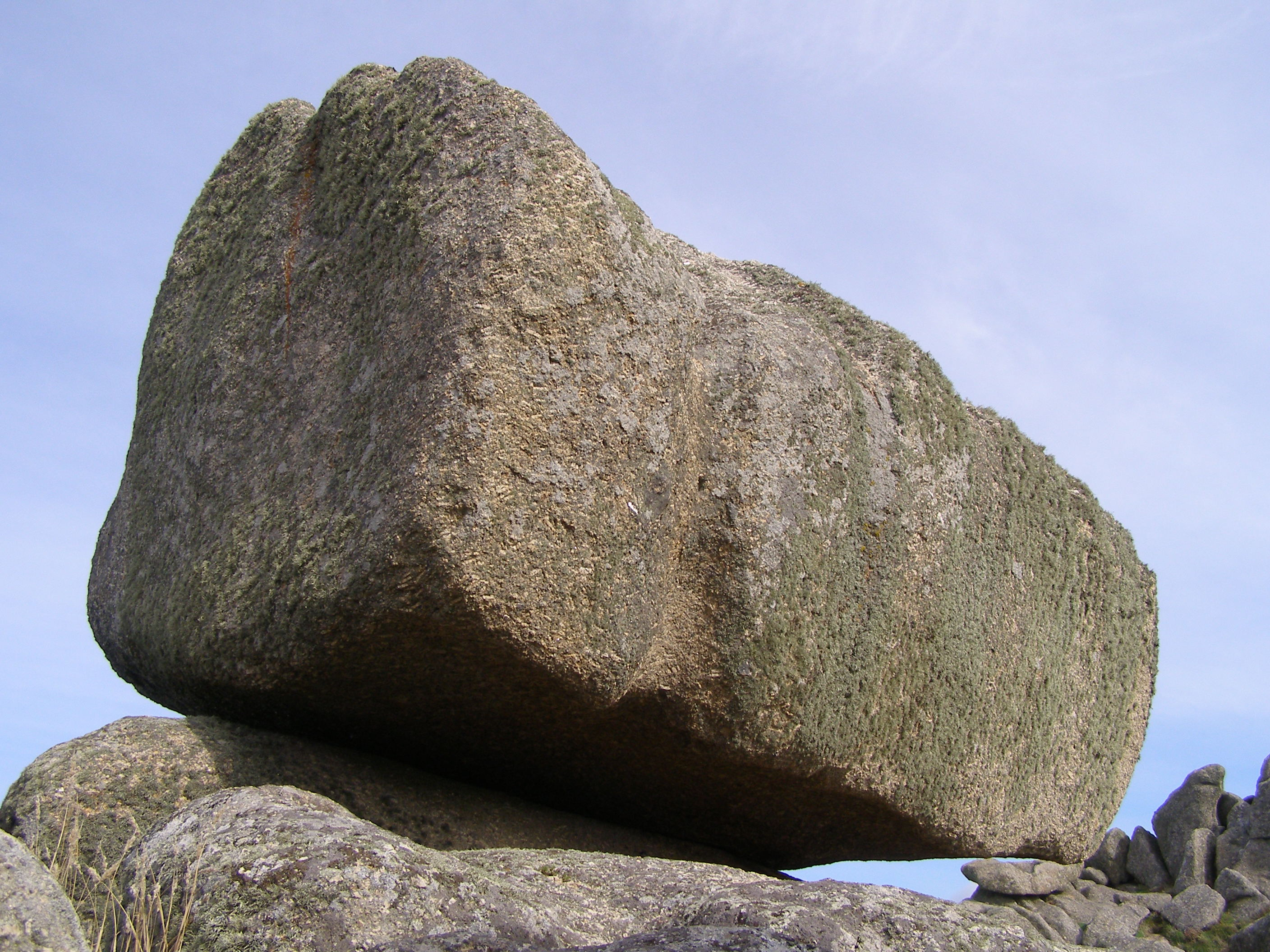
Logan Rock

Logan Rock är en klippa i Storbritannien.   Den ligger i England, i den södra delen av landet, 400 km väster om huvudstaden London. 